# Parc régional (Québec)

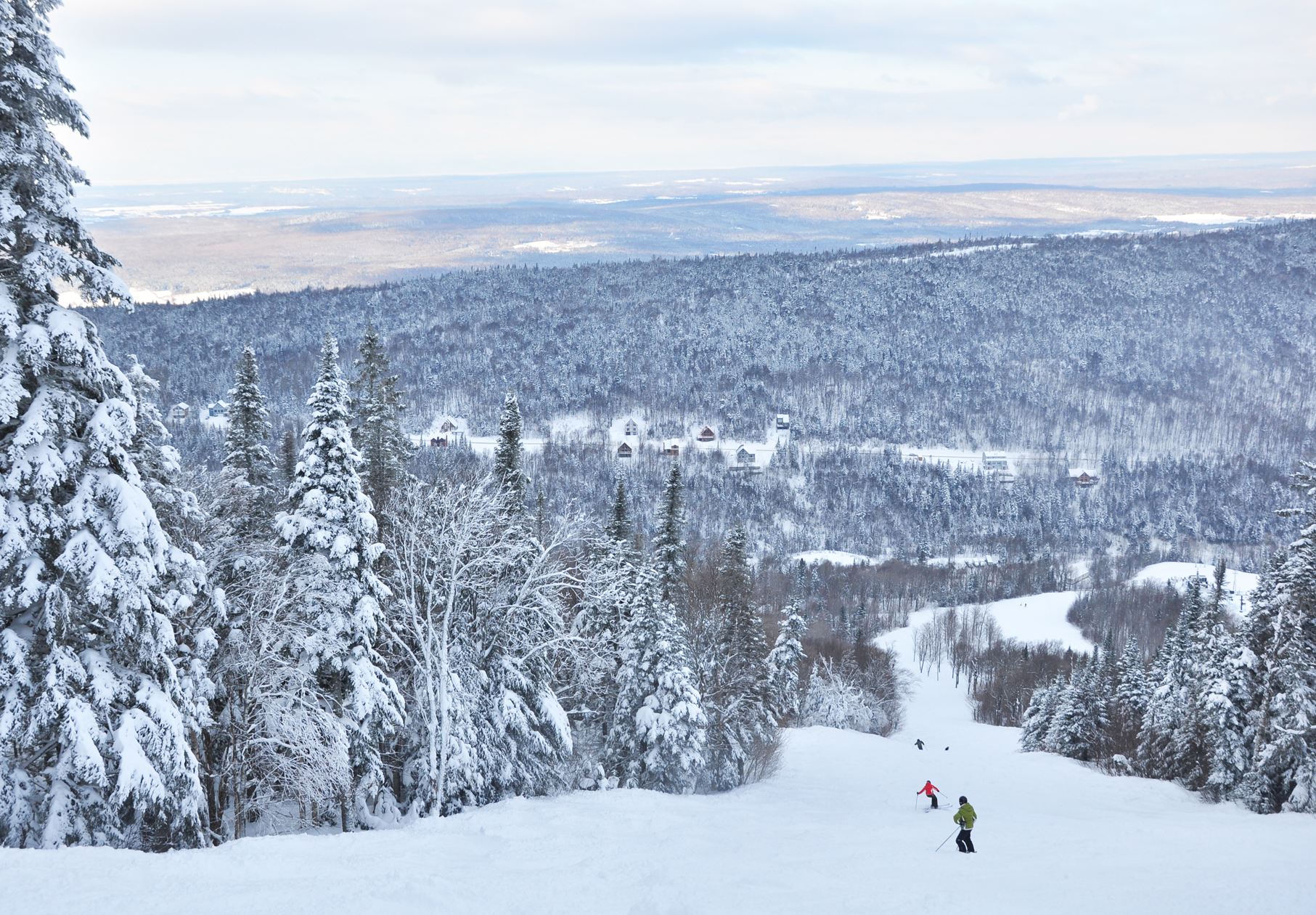
A contrario du label de parc national du Québec, la désignation de parc régional permet la pratique d'activités récréatives extensives.

Un parc régional, au Québec, est une aire désignée par une municipalité régionale de comté (MRC) ou un territoire équivalent pour des fins de récréation et de conservation de la nature.
Alors que les parcs nationaux du Québec sont destinés à la conservation et à l'éducation à la protection de l'environnement, les parcs régionaux, bien qu'ils peuvent revêtir une dimension de préservation, permettent la pratique d'activités récréatives, commerciales et d'exploitation des ressources.

## Histoire

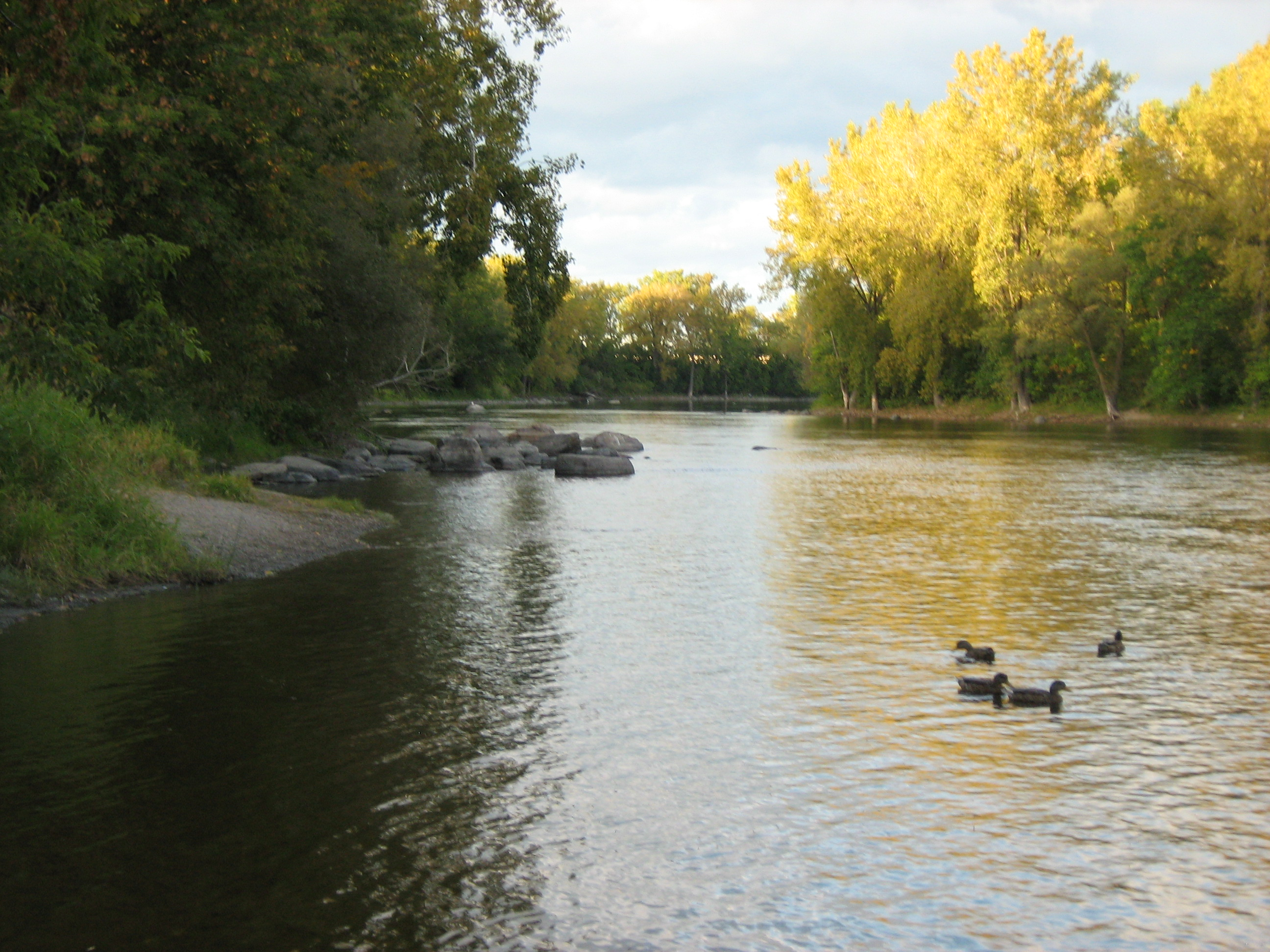
Scène d'automne au parc-nature de l'Île-de-la-Visitation.

La compétence en matière de parcs intermunicipaux est dévolue à la Communauté urbaine de Montréal (CUM) dès sa création en 1969. Au surplus, la CUM déclare sa compétence exclusive en matière de parcs régionaux sur son territoire dès 1979,. La même année, l'organisme métropolitain débute l'acquisition d'espaces verts : le cap Saint-Jacques, les bois de Liesse et de Saraguay, l'île de la Visitation, et la pointe aux Trembles. Le parc de l'Île-de-la-Visitation est le premier parc régional de la CUM à être aménagé.
Satisfaite de l'expérience-pilote menée auprès de la CUM, l'Assemblée nationale étend à l'ensemble des MRC le pouvoir de créer et d'administrer des parcs régionaux en l'enchassant en 1993 dans le Code municipal. Ces pouvoirs sont transférés à la Loi sur les compétences municipales lors de son adoption en 2005.

## Caractéristiques
Afin d'établir un parc régional, une MRC doit adopter un règlement qui détermine l'assiette du parc. Le règlement est sans effet sur les propriétés privées tant que la municipalité n'en est pas propriétaire. Le règlement lui donne cependant le pouvoir de conclure une entente avec le détenteur d'un droit de propriété dans les limites du parc établi, et d'instaurer un droit de préemption ou même un droit de regard sur les améliorations qu'un propriétaire apporte à ses immeubles,.
La MRC qui a désigné un territoire comme étant un parc régional peut, à l'intérieur des limites de celui-ci, règlementer :
- l'administration et le fonctionnement du parc
- la protection et la conservation de la nature;
- la sécurité des usagers;
- l’utilisation ou le stationnement de véhicules;
- la possession et la garde d’animaux domestiques;
- l’affichage;
- l’exploitation de commerces;
- l’exercice d’activités récréatives;
- tout usage d’une voie publique non régi par le Code de la sécurité routière[8].

La MRC peut opérer elle-même les activités commerciales, récréatives et d'hébergement dans les limites du parc ou les confier à un tiers,.

### Désignation
Le cadre législatif régissant les parcs ne prévoit pas d'appellation contrôlée. La loi prévoit pour une MRC une procédure pour créer un parc, mais ne régit pas l'utilisation de l'appellation « parc régional »; elle n'est ni obligatoire, ni règlementée. Ainsi, l'Association des parcs régionaux du Québec revendique entre 150 et 175 parcs régionaux, tandis que le ministère des Affaires municipales reconnait l'existence de 17 de ces territoires.

## Liste des parcs régionaux SAD
Il y a 17 parcs inscrits dans un schéma d'aménagement et de développement (SAD) et reconnus par le ministère des Affaires municipales sont :
- 1. Parc régional Boréal (MRC Manicouagan);
- 2. Parc régional de la Chute-à-Bull (MRC Matawinie);
- 3. Parc régional de la Montagne-du-Diable (MRC Antoine-Labelle);
- 4. Parc régional de la Seigneurie-du-lac-Matapédia (MRC La Matapédia);
- 5. Parc régional des Appalaches (MRC Montmagny);
- 6. Parc régional des Grandes-Coulées (MRC L'Érable);
- 7. Parc régional des Grèves (MRC Marguerite-D'Youville)
- 8. Parc naturel régional de Portneuf (MRC Portneuf);
- 9. Parc régional des Sept-Chutes (MRC Matawinie);
- 10. Parc régional des Trois-Sœurs (La Tuque);
- 11. Parc régional du Lac-Taureau (MRC Matawinie);
- 12. Parc régional du Marécage-des-Scots (MRC Le Haut-Saint-François);
- 13. Parc régional du Massif-du-Sud (MRC Bellechasse et MRC Les Etchemins);
- 14. Parc régional du Mont-Ham (MRC Les Sources);
- 15. Parc régional du Poisson-Blanc (MRC Antoine-Labelle);
- 16. Parc régional du réservoir Kiamika (MRC Antoine-Labelle);
- 17. Parc régional Obalski (MRC Chibougamau).